# Thakur Ram Singhji
Pour les articles homonymes, voir RAM.
 (février 2011).
Si vous disposez d'ouvrages ou d'articles de référence ou si vous connaissez des sites web de qualité traitant du thème abordé ici, merci de compléter l'article en donnant les références utiles à sa vérifiabilité et en les liant à la section « Notes et références ».
Thakur Ram Singhji (1898-1971) est un soufi du nord de l'Inde.
Il est né dans le village de Manoharpura au sein d'une famille Râjput, il est allé à l'école à Jaipur puis a travaillé ensuite au Département de police de l'État de Jaipur (Rajasthan) dont il est parti en 1944 à l'âge de 46 ans pour se consacrer entièrement à sa mission de disciple de Ram Chandraji, premier maître soufi non musulman.
La conduite de Thakur Ram Singhji lui a valu de devenir une figure légendaire dans toute la région. Un édifice a été construit sur le lieu où il a été incinéré après sa mort. Chaque année, une foule de ses disciples se recueille à cet endroit le 15 janvier.

## À voir aussi